# Функе, Корнелия
Корнелия Функе (нем. Cornelia Funke; р. 10 декабря 1958, Дорстен) — немецкая писательница, автор более 40 детских книг и лауреат множества наград. Преимущественно пишет в жанре фэнтези.
Книги имеют огромную популярность у неё на родине, а также переведены на несколько языков, в том числе и на русский.
Прежде чем стать писательницей, Корнелия Функе была социальным работником и занималась проблемами детей-инвалидов. Именно тогда она по-настоящему осознала ценность историй, помогавших её подопечным отвлечься от печальной действительности и унестись воображением в волшебные миры. Она также изучала книжную иллюстрацию в Колледже Дизайна в Гамбурге. И начала свою карьеру в детской книге именно как иллюстратор.
Многие из её романов были экранизированы: «Король Воров» («Лорд Вор»), «Дикие куры» (русское название «Дикие курочки»), «Руки прочь от Миссисипи», «Дикие куры и любовь», «Чернильное сердце» (Функе выступила и продюсером картины), «Дикие куры и жизнь», «Когда Санта упал на Землю», «Ловушка для привидения», «Повелитель драконов».
В 2005 году журнал «Time» назвал Корнелию Функе «самой влиятельной немкой в мире». Также, писательницу называют немецкой Дж. К. Роулинг. Её роман «Лорд Вор» удостоен двух престижных американских премий в области детской литературы в категории «Лучшая детская книга года», а журнал Guardian поместил его на первую строчку своего хит-парада детской литературы. В свою очередь фантастический роман Функе «Повелитель драконов» (редакция 2004 года) оставался в списке бестселлеров The New York Times в течение 78 недель. Кроме того, за его написание Функе была награждена сообществом интернациональных студентов Японии медалью с Сакурой.
В 2019 году Корнелия выступила автором новеллизации фильма «Лабиринт Фавна» Гильермо Дель Торо.

## Произведения
- Повелитель драконов (1997)
- Der Herr der Diebe (2000) / Король Воров
- Когда Санта упал на Землю (2006)
- Igraine the Brave (2007)
- Hände weg von Mississippi (1997) / Руки прочь от Миссисипи (2023)
- Ghost Knight (2012)
- Dragon Rider: The Griffin’s Feather (2016)
- Pan’s Labyrinth: The Labyrinth of the Faun (2019), в соавторстве с Гильермо Дель Торо

### «Чернильная» тетралогия
- Чернильное сердце (2003)
- Чернильная кровь (2005)
- Чернильная смерть (2008)
- Цвет мести (2024)

### СерияЗазеркалья
- Бесшабашный. Камень во плоти (Reckless) (2010)
- Бесшабашный. Живые тени (Fearless) (2013)
- Бесшабашный. Золотая пряжа (The Golden Yarn) (2016)
- Reckless IV: The Silver Tracks (2021)

### Охотники за привидениями
- Ghosthunters and the Incredibly Revolting Ghost (первое издание — 1993, версия на английском — 2007)
- Ghosthunters and the Gruesome Invincible Lightning Ghost (первое издание — 1994, версия на английском — 2007)
- Ghosthunters and the Totally Moldy Baroness! (первое издание — 1995, версия на английском — 2007)
- Ghosthunters and the Muddy Monster of Doom! (первое издание — 2001, версия на английском — 2007)

### Дикие Куры
- Die Wilden Hühner (1993) / Дикие Куры (2023)
- Die Wilden Hühner auf Klassenfahrt (1995) / Дикие Куры на призрачном курорте (2024)
- Die Wilden Hühner — Fuchsalarm (1998)
- Die Wilden Hühner und das Glück der Erde (2000)
- Die Wilden Hühner und die Liebe (2003)
- «Die Wilden Hühner — gestohlene Geheimnisse» CD-ROM (2004)
- Die Wilden Hühner und das Leben (2007, написана Томасом Шмиттом, но включает персонажи из книг о Диких Курах)

### Личная жизнь
В 1979 году Функе вышла замуж за полиграфиста Рольфа Фрама. Их дочь Анна родилась в 1989 году, а вскоре после этого в 1994 году родился их сын Бен. Семья жила в Гамбурге в течение 24 лет, пока они не переехали в Беверли-Хиллз в мае 2005 года. В марте 2006 года Рольф Фрам умер от рака.
Корнелия — официальный покровитель детского хосписа Bethel (с февраля 2010 года). С мая 2012 года она является одним из послов Германии по биоразнообразию ООН. С 2013 года Корнелия Функе — официальный представитель благотворительного фонда Ecologia Youth Trust, который помогает маргинальным детям и молодежи во всем мире.